# پیریسکیانوس لیدیایی
پیریسکیانوس لیدیایی (یا پیریسکیان؛ زبان یونانی: Πρισκιανός ο Λυδός Prīskiānós ho Lȳdós ; لاتین: Priscianus Lydus. سده ششم)، یکی از آخرین نوافلاطونیان بود. از او دو اثر باقی مانده‌است.

## زندگی‌نامه
به نظر می‌رسد پیریسکیان که معاصر سیمپلیسیوس کیلیکیه بود در اواخر سده پنجم میلادی در لیدیه به دنیا آمده باشد. او یکی از آخرین نوافلاطونیانی بود که در آکادمی، زمانی که دماشیوس در رأسش بود درس خواند. هنگامی که ژوستینین یکم مدرسه را در سال ۵۲۹ بست، پریسکیان به همراه دماشیوس، سیمپلیسیوس و چهار همکارِ دیگر مجبور به درخواستِ پناهندگی در دربار خسروانوشیروان، پادشاه ایران شد. در سال ۵۳۳، پس از انعقاد قرارداد صلحِ جوستینیان و خسرو، ایشان اجازهٔ بازگشت به امپراتوری بیزانس را یافتند چراکه یکی از مفاد قرارداد همین بود.

## آثار
دو اثر از پیریسکیانوس باقی مانده‌است:
- نمونه ای از «در بابِ ادراکِ حسیِ» تئوفراستوس
- پاسخ به خسرو (راه حل‌هایی برای خسرو)

همچنین برخی می‌گویند که تفسیرِ ارسطو دربارهٔ روح که منسوب به سیمپلیسیوس است را پیریسکیانوس نوشته‌است اما این مسئله، مورد اختلاف است.